# Europe (revue)
Pour les articles homonymes, voir Europe (homonymie).
Europe est une revue littéraire française fondée en 1923 sous l'égide de Romain Rolland. Considérée comme une revue de référence, elle publie son no 1000 en août 2012 et fête son centenaire en 2023.
Née sous les auspices du pacifisme de l'entre-deux-guerres, Europe a ensuite longtemps été proche du Parti communiste français, notamment dans le cadre d'un « antifascisme compagnon de route ».
Parmi ses animateurs historiques, on compte, à l'origine, des membres de l'Abbaye de Créteil, puis des écrivains comme Jean Guéhenno, Jean Cassou, Louis Aragon, Pierre Abraham ou encore Pierre Gamarra. Son rédacteur en chef à partir de 2015 est Jean-Baptiste Para, qui en est désormais le directeur.
La revue est domiciliée à l'ancien musée Lénine, au 4 rue Marie-Rose à Paris, dans un logement où a habité le révolutionnaire russe.

## Histoire
La revue Europe voit le jour le 15 février 1923. Elle est créée par Romain Rolland et son entourage : le groupe qui fonde Europe est en grande partie issu du groupe de l'Abbaye de Créteil. C'est ce que rappelle Jean-Baptiste Para : 

« Dans le premier comité de rédaction, on trouve les noms de Georges Duhamel, Charles Vildrac, Luc Durtain, Jean-Richard Bloch et Léon Bazalgette, le traducteur de Walt Whitman. Plusieurs écrivains de la première équipe d’Europe avaient appartenu au groupe de l’Abbaye. Pendant la guerre de 1914-1918, refusant de céder aux sirènes du bellicisme chauvin, ils avaient reconnu en Romain Rolland le symbole du pacifisme et de l’indépendance d’esprit. Romain Rolland ne fut pas le fondateur d’Europe au sens matériel et concret, mais il assura incontestablement son patronage intellectuel. »

Europe est alors publiée par les éditions Rieder. Albert Crémieux est nommé directeur de la revue en janvier 1924.
René Arcos, l'un de ses fondateurs, expliquait le choix du titre dès le premier numéro : 

« Nous disons aujourd'hui Europe parce que notre vaste presqu'île, entre l'Orient et le Nouveau Monde, est le carrefour où se rejoignent les civilisations. Mais c'est à tous les peuples que nous nous adressons […] dans l'espoir d'aider à dissiper les tragiques malentendus qui divisent actuellement les hommes. »

René Arcos est rédacteur en chef d'Europe jusqu'en 1929 ; Jean Guéhenno lui succède alors, jusqu'en 1936, avant Jean Cassou, jusqu'en 1939.

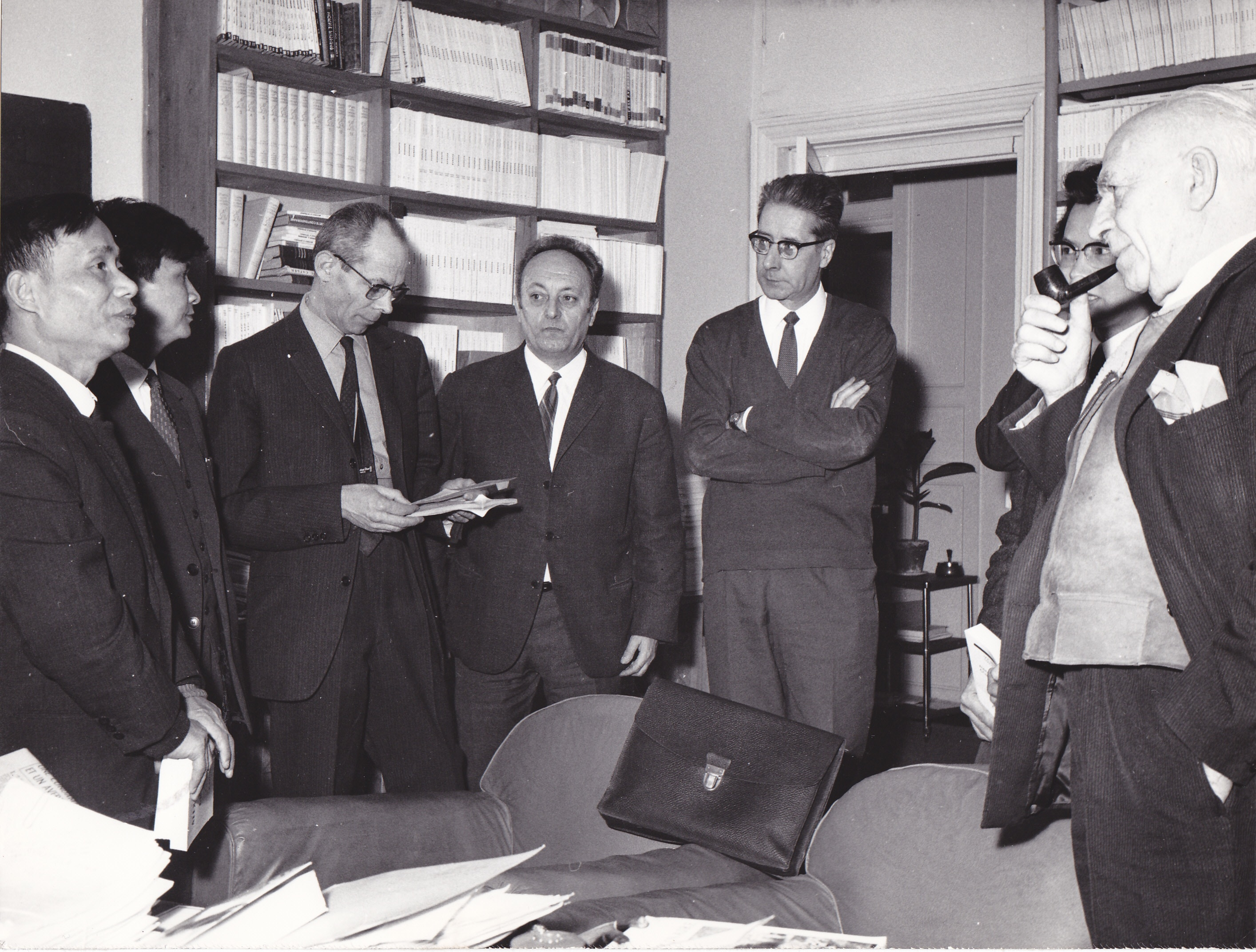
Dans les bureaux dEurope, 21 rue de Richelieu, en 1966, (g. à d.) : Jacques Gaucheron, tenant un livre, Armand Monjo, Pierre Gamarra et Pierre Abraham (fumant la pipe) reçoivent des écrivains vietnamiens.

Jusqu'en 1939 justement, où sa publication est suspendue, à la suite de l'annonce de la signature du pacte germano-soviétique, elle suit la route des communistes dans le combat anti-fasciste. En 1946, elle reparaît grâce à Louis Aragon qui la fait publier par La Bibliothèque française, absorbée en 1949 par les Éditeurs français réunis. Pierre Abraham prend alors la direction de la revue, tâche qu'il exercera jusqu'à sa mort en 1974. Pierre Gamarra, jusque-là rédacteur en chef, lui succède et ceci jusqu'en 1995.
Parmi ses animateurs, on compte aussi Jean-Richard Bloch, Paul Éluard, Henri Meschonnic, Elsa Triolet et Antoine Vitez.
À partir de 1952, Europe paraît sous la forme de numéros spéciaux et devient une revue littéraire de référence.
Charles Dobzynski est rédacteur en chef de 1995 à sa mort, en 2014 ; Jean-Baptiste Para, jusqu'alors rédacteur en chef adjoint, lui succède alors.
La revue atteint son millième numéro en août-septembre 2012 et fête son centenaire en 2023.

## Présentation

### Ligne éditoriale
Dès sa fondation, dans les années 1920, Europe a publié les textes d'auteurs aussi divers que Louis-Ferdinand Céline, Jean Giono, Panaït Istrati, Jules Supervielle, Rabindranath Tagore ou René Daumal. Dans les années 1930, on peut y voir se côtoyer des contributions de Philippe Soupault, Tristan Tzara ou Paul Nizan.
Dans les années 1940, on lit dans les pages de la revue des articles de Claude Roy, Gaston Baissette ou Émile Danoën. Par la suite, elle accueille nombre d'auteurs exilés, notamment les Allemands Walter Benjamin, Thomas Mann ou Joseph Roth.
Durant les années 1960-70, de jeunes poètes ont été publiés dans une annexe de la revue, les Cahiers de Poésie.
Europe publie notamment des numéros spéciaux consacrés à des pays qui ne sont pas nécessairement reconnus comme de « grandes » nations de la littérature (en novembre 2006, la Nouvelle-Zélande, par exemple).

### Comité de rédaction
Le comité de rédaction est constitué de :
- Michel Apel-Muller
- Olivier Barbarant
- Henri Béhar
- Michel Besnier
- Roger Bordier
- Bernard Chambaz
- Francis Combes
- Gérard de Cortanze
- Michel Delon
- Charles Dobzynski
- Pierrette Fleutiaux
- Raymond Jean
- Vénus Khoury-Ghata
- Alain Lance
- Daniel Leuwers
- Francine de Martinoir
- Jean Métellus
- Henri Mitterand
- Gérard Noiret
- Jean-Baptiste Para
- Marc Petit
- Lionel Ray
- Léon Robel
- Bernard Vargaftig
- Pierre Vilar

### Autour de la revue
Il existe une Association des amis d’Europe qui a pour but, selon ses statuts, de développer une animation culturelle, principalement littéraire, et de contribuer ainsi au rayonnement de la revue « dans un esprit d'ouverture et d'accueil et dans la tradition humaniste qui caractérise Europe depuis sa fondation ».

### Témoignages et reconnaissance
Vénus Khoury-Ghata témoigne en 2002 : 

« Je suis arrivée en France en 1972, mariée à un médecin français, que j'ai perdu à la suite de sa mort. Mes premiers amis, je les ai rencontrés à la revue littéraire Europe, c'était Madeleine Braun, Rouben Mélik, Charles Dobzynski, Pierre Gamarra… c'était ma première famille. Je continue à avoir une gratitude, une fidélité pour ces gens. À un moment donné, Aragon a dirigé la revue Europe, j'étais transie d'émotion en le voyant arriver rue (de) Richelieu, alors que je venais moi-même d'y entrer vers 1974. La guerre du Liban commençait et cet homme qui avait bataillé pour les peuples opprimés, m'impressionnait. »

En 2003, Jérôme Garcin déclare à propos de la revue : 

« Avec une discrétion qui l'honore mais une passion que l'on aimerait souvent savoir davantage partagée, la vaillante revue Europe, fondée il y 80 ans par Romain Rolland, perpétue le rite collectif de l'exercice d'admiration. Chaque mois, des écrivains s'y rassemblent pour évoquer les œuvres, souvent méconnues, parfois injustement oubliées, qui les font vivre. »

Europe « s’affirme comme l’une des rares revues françaises de niveau international ».